# Ryparosa milleri
Ryparosa milleri är en tvåhjärtbladig växtart som beskrevs av B.L.Webber. Ryparosa milleri ingår i släktet Ryparosa och familjen Achariaceae. Inga underarter finns listade i Catalogue of Life.